# 阔嘴蜂鸟
阔嘴蜂鸟（学名：Cynanthus latirostris），是雨燕目蜂鸟科的一种鸟类。
阔嘴蜂鸟体重约3.1克，翼长约51.5毫米，嘴峰长约21.4毫米，喙宽度约2.1毫米，喙厚度约1.7毫米，跗蹠长约4.3毫米，尾长约30毫米。阔嘴蜂鸟在其分布区内为留鸟，其栖息在开放的中等高度的林地中，食性为草食性，主要食物来源是植物的花蜜。

## 亚种
- ：分布于美国西南部至墨西哥西北部。
- ：分布于墨西哥东部。
- ：分布于墨西哥中部。[4]
- ：分布于玛丽亚群岛，本亚种目前被视为单独的物种三圣岛蜂鸟。[5]